# Boa Noite Brasil
Boa Noite Brasil foi um programa de variedades da televisão brasileira, exibido pela Rede Bandeirantes. O programa teve duas importantes fases: a primeira foi apresentada pelo renomado e polêmico apresentador Flávio Cavalcanti e a segunda fase foi apresentada por Gilberto Barros, o Leão.

## História

### A primeira fase (1982-1983)
O programa estreou oficialmente no ano de 1982 pelo polêmico apresentador Flávio Cavalcanti no ano de 1982 e durou pouco tempo, findando em 1983, quando o apresentador foi contratado pelo SBT. Nessa primeira fase o programa era diário e contava com diversos quadros, entre eles o de entrevistas polêmicas, como o da cantora Angela Ro Ro, que deixou o palco ao vivo após se desentender com a jornalista Cidinha Campos, após diversas perguntas sobre sua sexualidade e sua suposta agressividade. Outro momento tenso do programa era quando o apresentador quebrava LPs ao vivo no palco quando algum artista, grupo musical ou música não o agradasse.
Por seu programa passaram nomes consagrados, como: Oswaldo Sargentelli, Marisa Urban, Erlon Chaves, Márcia de Windsor, entre outros.
Nessa fase o slogan utilizado pelo apresentador para chamar o intervalo comercial virou bordão nacional: Nossos comerciais, por favor! (ao bradar a famosa frase o apresentador levantava seu braço direito com o dedo indicador em riste, com um close fechado em sua mão). Também foi um dos primeiros programas da TV brasileira a se utilizar de um de vídeo-wall ao fundo do apresentador, com diversos aparelhos de TV sintonizados no canal (hoje em dia esse recurso do vídeo-wall é bem corriqueiro entre os programas de televisão).

### A segunda fase (2003-2006)
Depois de anos de hiato, a segunda fase do programa (mais longa) reestreou na noite do dia 12 de maio de 2003. Com uma hora e meia de duração o programa era exibido de segunda à sexta-feira, com início às 22h. Na estreia, o Leão, recebeu famosos como Felipe Camargo, Leão Lobo, os atores Thierry Figueira e Oscar Magrini, as apresentadoras Olga Bongiovani e Astrid Fontenelle. A atração musical do programa foi a cantora Gil.
Logo na estreia, no ano de 2003, o programa exibiu um vídeo de Flávio Cavalcanti despedindo-se de seu programa ainda na década de 1980 na emissora e logo em seguida Gilberto Barros entra no palco e reestreia a atração.

### Reformulações e extinção
Posteriormente, o programa Boa Noite Brasil sofreu muita alteração no horário: em 2003 passou a ser exibido entre 22h30 até 00h30.
A partir de 20 de setembro de 2004, o programa deixou de ser exibido às segundas feiras, dando lugar à série policial Dragnet.
No final de 2005, após uma reunião a portas fechadas na emissora, Gilberto Barros e a cúpula da Rede Bandeirantes, decidiram que o programa Boa Noite Brasil deixaria de ser exibido diariamente em 2006, sendo exibido nas noites de terças, quartas e quintas-feiras. Segundo Juca Silveira diretor de programação, a ideia da Band era aprimorar a qualidade da atração, o qual estava vivendo seus melhores momentos até então, quando foi extinto definitivamente.
Em janeiro de 2007, os dois programas apresentados por Gilberto Barros, Boa Noite Brasil e Sabadaço foram tirados do ar repentinamente. Em um comunicado oficial, a Rede Bandeirantes anunciara novidades o qual confirmavam a permanência de Gilberto na emissora. Ainda na nota, a emissora informava que as partes estavam trabalhando em um novo projeto, e que Gilberto apresentaria um programa semanal com conteúdo diferenciado dos já apresentados pelo Leão. Foi exibido pela última vez no dia 26 de janeiro de 2007 e nunca mais voltou à programação da emissora devido à rescisão do contrato de Gilberto Barros com a Band após a grade do canal sofrer uma reformulação.
A Band e Gilberto Barros têm a satisfação de informar que iniciam uma nova etapa de trabalho conjunto. Trata-se de um novo projeto semanal. “Estamos desenvolvendo várias ideias, será um programa diferente das atrações já comandadas por Gilberto”, afirma Elisabetta Zenatti, diretora-geral de programação e artístico da emissora. Exibida no horário nobre, a nova atração tem previsão de estreia para depois do Carnaval.

## O Programa

### Quadros
- Desafio dos Artistas[8]
- Intimidade
- Vinde Amin as Celebridades
- Coletiva
- Na Cozinha do Leão
- Máquina da Verdade
- De Cara com a Fera
- Alfinetadas do Leão (com Ronaldo Ésper)

### Diretores
- Leonor Corrêa[9]
- Vildomar Batista

### Ajudantes de palco
- Andréia Hacker
- Déborah Srour

### As Leoas
As Leoas foram as assistentes de palco do programa. Formaram posteriormente uma girl band homônima, sob a qual lançaram o álbum "Marcas de Batom". O grupo era formado por Adriana Alves, Andréia Oliveira, Aline Coutt, Celia Menezes, Daniela Sena, Meire Paes e Raquel.

## Denúncias
Em 2004 o programa entrou na lista da campanha "Quem Financia a Baixaria é Contra a Cidadania", que é formada por denúncias de telespectadores e pelo Comitê de Acompanhamento da Programação (CAP), onde estão como representantes mais de 60 entidades que assessoram a Comissão de Direitos Humanos e Minorias da Câmara dos Deputados para criar o "Ranking da Baixaria na TV". As queixas indicavam que Boa Noite Brasil era exibido em horário impróprio e usava apelo sexual.